# Reclameraad
De Reclameraad (1965-1987) was een raad die toezicht hield op de inhoud van etherreclame in Nederland. 
De raad werd opgericht in november 1965 middels het Besluit instelling Reclameraad (11 nov. 1965, Stb. 486). De oprichting hield verband met de inwerkingtreding van de Omroepwet die etherreclame mogelijk maakte via de STER. Deze reclame had zijn aanvang in 1967 (televisie) en 1968 (radio). Vanwege de grote impact van deze reclamevorm kreeg de reclameraad de taak om regels op te stellen voor etherreclame en deze te handhaven. 
Handhaving van de opgestelde regels geschiedde door de STER door controle vooraf en door de Reclameraad in uitspraken over klachten die bij de reclameraad konden worden ingediend of beroepen tegen afwijzingen door de STER. 
Bij de inwerkingtreding van de Mediawet op 1 januari 1988 werd de Reclameraad opgeheven en gingen haar taken over naar de Reclame Code Commissie.